# Nykteus
Nykteus (latinsky Nycteus) byl v řecké mytologii thébský král, syn a nástupce krále Hyriea.
Nykteus byl tchánem Polydóra, následníka zakladatele a vládce Théb Kadma. Jelikož Polydóros předčasně zemřel, odporučil syna Labdaka do péče Nyktea. Když však Labdakos také brzy zemřel, zůstal po něm mladičký syn Láios a ten ještě nedospěl pro převzetí královské moci, ujal se vlády Nykteus. Ani jeho vládnutí netrvalo dlouho, po jeho smrti se thébským králem stal jeho bratr Lykos. 
Nykteus měl dceru Antiopu, krásnou dívku, se kterou Zeus zplodil syny Amfíona a Zétha. Oba se později stali thébskými králi. 
Jiné verze však uvádějí, že Nykteus byl pouze nevlastním otcem Antiopy, vlastním otcem jí byl říční bůh Asópos. Ten byl synem Titána Ókeana a jeho manželky Téthys. Kromě Antiopy byl také otcem nymfy Aigíny. 